# Speleomantes supramontis
Speleomantes supramontis е вид земноводно от семейство Безбелодробни саламандри (Plethodontidae). Видът е застрашен от изчезване.

## Разпространение и местообитание
Разпространен е в Италия.
Обитава гористи местности, пещери и долини в райони с умерен климат.

## Описание
Популацията на вида е намаляваща.